# Erioptera (Erioptera) xanthoptera
Erioptera (Erioptera) xanthoptera is een tweevleugelige uit de familie steltmuggen (Limoniidae). De soort komt voor in het Palearctisch gebied.